# Tutow
Tutow ist eine Gemeinde im Landkreis Vorpommern-Greifswald in Mecklenburg-Vorpommern. Bis Ende Dezember 2003 war die Gemeinde Sitz des Amtes Tutow und ist seitdem Teil des Amtes Jarmen-Tutow. Der Ort verdankt seine Existenz dem in den 1930er Jahren entstandenen Flugplatz Tutow.

## Geografie und Verkehr
Tutow liegt etwa acht Kilometer westlich von Jarmen und etwa 16 Kilometer östlich von Demmin im pommerschen Landesteil. An der Gemeindegrenze in Richtung Peene fließt der Kuckucksgraben. Das kleine Gemeindegebiet ist durch den Tutower Flugplatz geprägt. An diesem angrenzend liegt der künstlich angelegte Casinosee. Vereinzelt existieren kleine Waldflächen. Die Bundesstraße 110 verläuft an der südöstlichen Gemeindegrenze. Der Ort ist über den Anschluss Jarmen der Autobahn 20 zu erreichen.

## Geschichte
Die Gegend um den Ort war schon in der Steinzeit besiedelt, davon zeugt ein Großsteingrab bei Marienfelde. Südlich der B 110 befindet sich ein altslawischer Burgwall mit einer Fläche von etwa zwei Hektar, die „Alte Stadt“. Westlich davon befindet sich ein jungslawischer Burgwall, die „Alte Schanze“, meist „Wallberg“ genannt. Dieser liegt in einem unzugänglichen Sumpfgebiet, der  „Quebbe“, die durch den Kuckucksgraben gespeist wird. Wohl im 13. Jahrhundert ist die jüngere Befestigung zerstört worden. In derselben Zeit entstanden in der Nähe die Orte Kruckow und Tutow (heute: Tutow-Dorf).
Der jetzige Ort Tutow selbst entstand erst in den 1930er Jahren als Siedlung beim Bau des Flugplatzes. Das ehemalige Kruckower Vorwerk Wittenwerder wurde 1933 beim Bau des Flugplatzes Tutow abgerissen. Am 1. Oktober 1938 erhielt der Ort die offizielle Bezeichnung Tutow/Flughafen. Vor und während des Zweiten Weltkrieges war hier eine Jagdfliegerstaffel stationiert. Hier befand sich auch eine der größten Kampffliegerschulen des Deutschen Reiches. In einer Zweigstelle der Arado-Werke wurden in Tutow die Fw 190 endmontiert.
Nach dem Krieg wurden die Flugplatzgebäude von der Sowjetarmee größtenteils abgerissen, der Flugplatz jedoch von der NVA und Sowjetarmee genutzt. Die NVA hatte Fallschirmjäger in Tutow stationiert. Ab 1985 wurde das Flugplatzgelände von der Sowjetarmee allein genutzt. 1986 erfolgte der Bau von Wohnungen, einer Schule und weiterer Sozial- und Funktionsgebäude, bevor ein Schlachtfliegerregiment aus dem Raum Cottbus hier stationiert wurde. Im Jahr 1994 verließen die letzten Soldaten der GSSD die Garnison. Daraufhin übernahm die Gemeinde das vormals militärisch genutzte Plattenbauviertel von der Treuhand und bot die Wohnungen günstig an. So stieg die Bevölkerungszahl von knapp 1.300 Einwohnern im Jahr 1993 auf rund 2.250 im Jahr 1994. Seitdem nimmt die Bevölkerung aufgrund der hohen Arbeitslosigkeit (bis zu 70 %) kontinuierlich ab. Zum Teil wurden die dadurch leerstehenden Plattenbauten des vormals militärisch genutzten Areals mit Finanzmitteln von Bund und Ländern zurückgebaut.
In einem nicht vollendeten Mehrzweckgebäude direkt an der B 110, das als Hotel mit Café und Kino geplant war, wurde 1946 eine Konservenfabrik eingerichtet. Diese wurde 1952 enteignet und trug ab 1974 den Namen „VEB Nordfrucht“. Neben Obst- und Gemüsekonserven wurde hier auch Speisesenf produziert. Der vor der Verstaatlichung in Loitz produzierte Senf wurde als „Tutower Senf“ überregional bekannt. Nach der Wende wurde die Konservenfabrik privatisiert und wechselte mehrfach den Besitzer. Schließlich wurde die Produktion nach Stavenhagen verlagert und die Fabrik geschlossen. Der Senf wurde weiterhin unter der Marke „Tutower Senf“ angeboten, bis die Produktion im Jahre 2020 eingestellt wurde. Seit 2021 wird in der Inselmühle in Usedom nach dem Originalrezept unter der Marke „Pommernsenf. Tutower Original“ produziert.
In die ehemalige Konservenfabrik zog 2010 das DDR-Museum Tutow ein, das zuvor am Rande des Flugplatzes ansässig war.
Ausgewiesene Gewerbeflächen wurden aufgrund mangelnder Nachfrage wieder aus dem Entwicklungsplan genommen. Der örtliche Discounter schloss im Januar 2006, Sparkassenfiliale und Fleischereien sind seit mehreren Jahren geschlossen. Im Schuljahr 2005/2006 wurde die Tutower Haupt- und Realschule zu einer Zweigstelle der Jarmener Schule, um so den Standort zu bewahren.
Perspektivlosigkeit war mehrfach ein Thema, wenn Tutow in überregionalen Medien behandelt wurde.

### Bevölkerungsentwicklung
| Jahr | Einwohner |
| ---- | --------- |
| 1990 | 1390      |
| 1991 | 1338      |
| 1992 | 1316      |
| 1993 | 1291      |
| 1994 | 2249      |
| 1995 | 2234      |

| Jahr | Einwohner |
| ---- | --------- |
| 1996 | 2268      |
| 1997 | 2119      |
| 1998 | 2029      |
| 1999 | 1977      |
| 2000 | 1857      |
| 2001 | 1736      |

| Jahr | Einwohner |
| ---- | --------- |
| 2002 | 1645      |
| 2003 | 1601      |
| 2004 | 1550      |
| 2005 | 1472      |
| 2006 | 1372      |
| 2007 | 1299      |

| Jahr | Einwohner |
| ---- | --------- |
| 2008 | 1241      |
| 2009 | 1229      |
| 2010 | 1233      |
| 2011 | 1205      |
| 2012 | 1226      |
| 2013 | 1207      |

| Jahr | Einwohner |
| ---- | --------- |
| 2014 | 1175      |

Quelle: Statistisches Amt Mecklenburg-Vorpommern

## Politik

### Gemeindevertretung und Bürgermeister
Der Gemeinderat besteht (inkl. Bürgermeister) aus 11 Mitgliedern. Die Wahl zum Gemeinderat am 26. Mai 2019 hatte folgende Ergebnisse:
| Partei/Bewerber                        | Prozent | Sitze |
| -------------------------------------- | ------- | ----- |
| CDU                                    | 56,51   | 6     |
| Bürgerinitiative „Gemeinsam für Tutow“ | 43,49   | 4     |

Bürgermeister der Gemeinde ist Henry Fennert (parteilos), er wurde mit 74,0 % der Stimmen  gewählt.

### Wappen, Flagge, Dienstsiegel
Die Gemeinde verfügt über kein amtlich genehmigtes Hoheitszeichen, weder Wappen noch Flagge. Als Dienstsiegel wird das kleine Landessiegel mit dem Wappenbild des Landesteils Vorpommern geführt. Es zeigt einen aufgerichteten Greifen mit aufgeworfenem Schweif und der Umschrift „GEMEINDE TUTOW“.

## Sehenswürdigkeiten

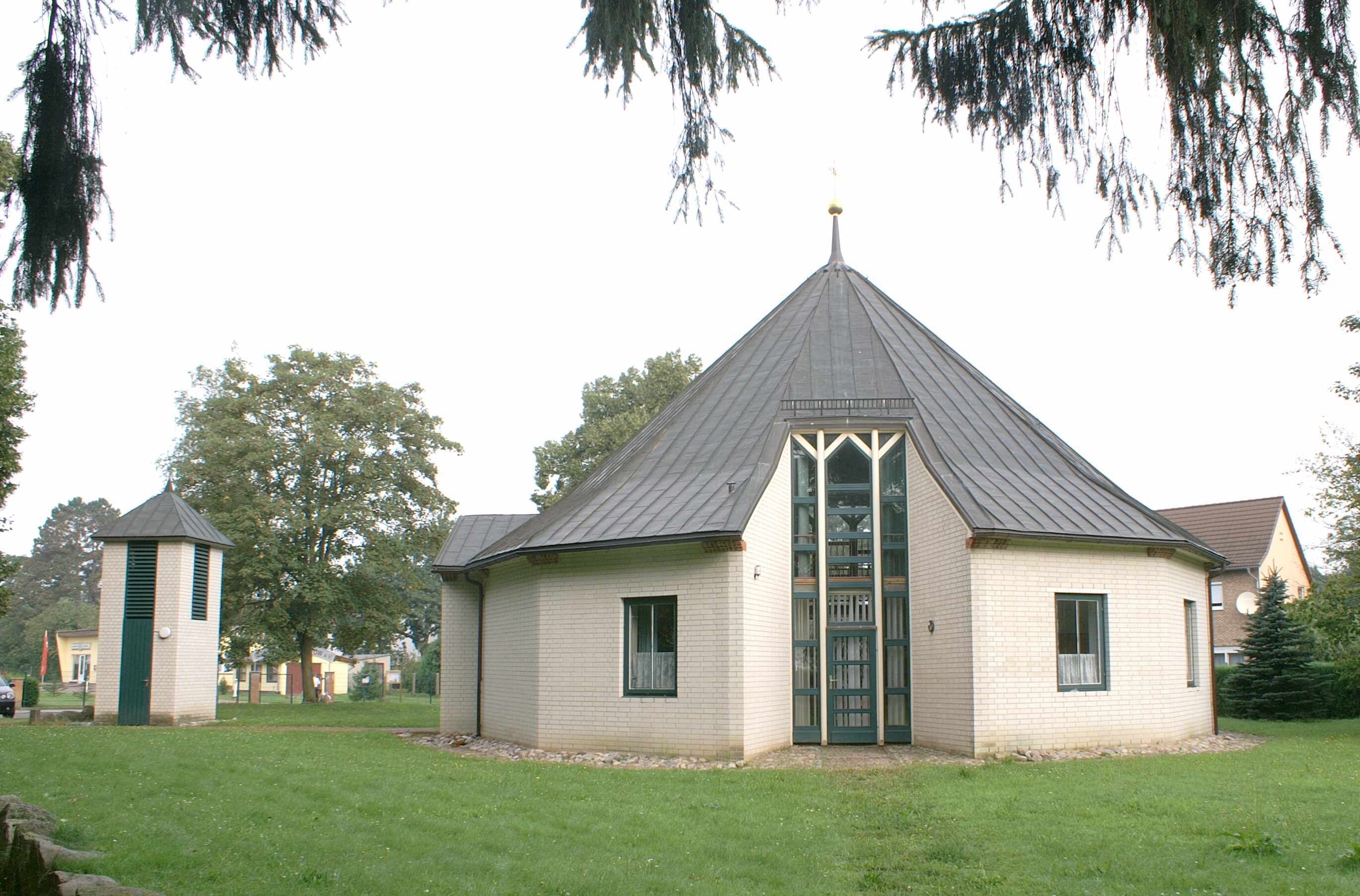
Tutower Kirche

- Burgwall "Alte Stadt" und "Alte Schanze" Tutow, liegen eigentlich in der Gemeinde Kruckow
- DDR-Museum[12] seit 2010 in der ehemaligen Konservenfabrik.
- Zwölf-Apostel-Kirche, 1991 geweiht

## Persönlichkeiten

### Söhne und Töchter des Ortes
- Karl-Heinrich von Groddeck (1936–2011), deutscher Ruderer

### Persönlichkeiten, die im Ort gewirkt haben
- Joachim Coeler (1891–1955), deutscher General, wurde 1943 Kommandierender General des in Tutow neuaufgestellten XIV. Fliegerkorps
- Alfred Bülowius (1892–1968), deutscher General, war von 1937 bis 1939 Kommandeur der Kampffliegerschule in Tutow
- Wolfgang von Chamier-Glisczinski (1894–1943), deutscher General, war von 1941 bis 1943 Kommandeur der Kampffliegerschule in Tutow
- Joseph Köhler (1920–2011), deutscher Politiker (CDU), war im Zweiten Weltkrieg Fluglehrer in Tutow
- Jeannine Rösler (* 1970), deutsche Politikerin (Die Linke), seit 2014 Mitglied der Gemeindevertretung in Tutow